# Gualberto Mojica
Gualberto Mojica Olmos (Santa Cruz de la Sierra, 7 de octubre de 1984) es un exfutbolista y entrenador boliviano. Actualmente dirige a Oriente Petrolero de la Primera División de Bolivia.

## Trayectoria
Debutó profesionalmente en el 2001 con el club Jorge Wilstermann de Cochabamba. En el 2004, pasó a Blooming de Santa Cruz de la Sierra, equipo con el que destacó, convirtiéndose en una de las principales figuras en la obtención del Apertura 2005. Tras su éxito con los celestes, Mojica fue transferido al Paços Ferreira de Portugal, equipo donde no tuvo mucha continuidad desde su llegada. Al poco tiempo, fue cedido al CFR Cluj de Rumania dónde tampoco logró ganarse la confianza del técnico. En el 2008 regresó a Blooming como refuerzo. Al expirar su contrato con la academia, Mojica pasó a filas de Oriente Petrolero en enero del 2009 y retorno el 2010 al Club Blooming.
En julio de 2010 regresa al fútbol del exterior, para vincularse con el Deportes Quindío en Colombia. Sin embargo, la negociación no se finiquitó y el jugador se quedó en Bolivia. En el 2016 descendió con Hajer FC. Ahora juega en Guabira.

## Selección nacional
Ha jugado con la Selección de fútbol de Bolivia en 31 partidos internacionales .

### Participaciones en Copa América
| Eurocopa          | Sede      | Resultado    |
| ----------------- | --------- | ------------ |
| Copa América 2007 | Venezuela | Primera fase |

## Clubes

### Como jugador
| Club                 | País           | Año         |
| -------------------- | -------------- | ----------- |
| Jorge Wilstermann    | Bolivia        | 2001 - 2003 |
| Blooming             | Bolivia        | 2004 - 2006 |
| CFR Cluj             | Rumania        | 2006 - 2007 |
| Paços Ferreira       | Portugal       | 2007        |
| Blooming             | Bolivia        | 2008        |
| Oriente Petrolero    | Bolivia        | 2009        |
| Blooming             | Bolivia        | 2010        |
| Oriente Petrolero    | Bolivia        | 2011 - 2013 |
| FC Petrolul Ploiești | Rumania        | 2013        |
| Chongqing Lifan      | China          | 2013        |
| Oriente Petrolero    | Bolivia        | 2014 - 2015 |
| Hajer Club           | Arabia Saudita | 2015 - 2016 |
| Oriente Petrolero    | Bolivia        | 2016        |
| Guabirá              | Bolivia        | 2017 - 2019 |
| Oriente Petrolero    | Bolivia        | 2021 - 2022 |

### Como entrenador
| Club              | País    | Año    |
| ----------------- | ------- | ------ |
| Guabirá           | Bolivia | 2024   |
| Oriente Petrolero | Bolivia | 2025 - |

## Palmarés

### Títulos nacionales
| Título           | Club              | Año           |
| ---------------- | ----------------- | ------------- |
| Primera División | Blooming          | Apertura 2005 |
| Primera División | Oriente Petrolero | Clausura 2010 |
| Copa de Rumania  | Petrolul Ploieşti | 2013          |